# Strike Back (album)
Strike Back è un album discografico del gruppo musicale giapponese X-Ray, pubblicato nel 1985 dalla Teichiku Records.

## Tracce
1. Don't Lie Don't Touch – 4:56
2. Rock Tonight – 3:42
3. Burnin' Like the Fire – 3:03
4. Take a Chance – 4:01
5. Man in Black – 4:11
6. Lier in Your Eyes – 5:52
7. Ammy – 1:06
8. In a Warnin' – 4:02
9. I Don't Worry It – 3:20
10. You Got the World – 5:27

## Formazione
- Akira Fujimoto - voce
- Shin Yuasa - chitarra
- Takafumi Usui - basso
- Kazuhisa "Roger" Takahashi - batteria
- Hiroshi Fujiyama - tastiere

## Edizioni
- 21 agosto 1985 - LP, Teichiku Records CI-36
- 21 settembre 1985 - CD, Teichiku Records 30CH-110
- 21 giugno 1992 - CD, Teichiku Records TECN-18173